# Ahti
Ahti (auch Ahto) ist der Gott des Meeres und des Fischens in der finnischen Mythologie. Er wird als Mann mit einem Bart aus Moos dargestellt. Aufgrund fehlender Quellen ist jedoch nicht geklärt, wie die ursprüngliche Darstellung des Gottes ausgesehen hat.
Der Gott taucht in einer Darstellung des ersten lutherischen Bischofs von Finnland, Agricola auf.
Ahti ist der Mann von Vellamo, mit der er im Unterwasserpalast von Ahtola, innerhalb eines Kliffes. wohnt. Auch Näkki und Iku-Turso wohnen dort zusammen mit ihm. Er besitzt wahrscheinlich zwei der Bruchstücke des Sampo, das nach einem Kampf zerstört wurde.
Er ist laut Überlieferungen aufgrund des Unterschiedes an Verehrung zwischen den Göttern eifersüchtig auf die Götter von Luft und Erde.
Teilweise wird angenommen, dass ursprünglich Ahti dieselbe Person in der Mythologie wie der menschliche Held Lemminkäinen war.
Die finnische Viking-Metal-Band Ensiferum hat auf ihrem Album „Victory Songs“ von 2007 ein gleichnamiges Lied, welches von der Gottheit handelt.
Er taucht auch in estnischen Volkserzählungen auf.